# Museo civico di storia naturale di Venezia

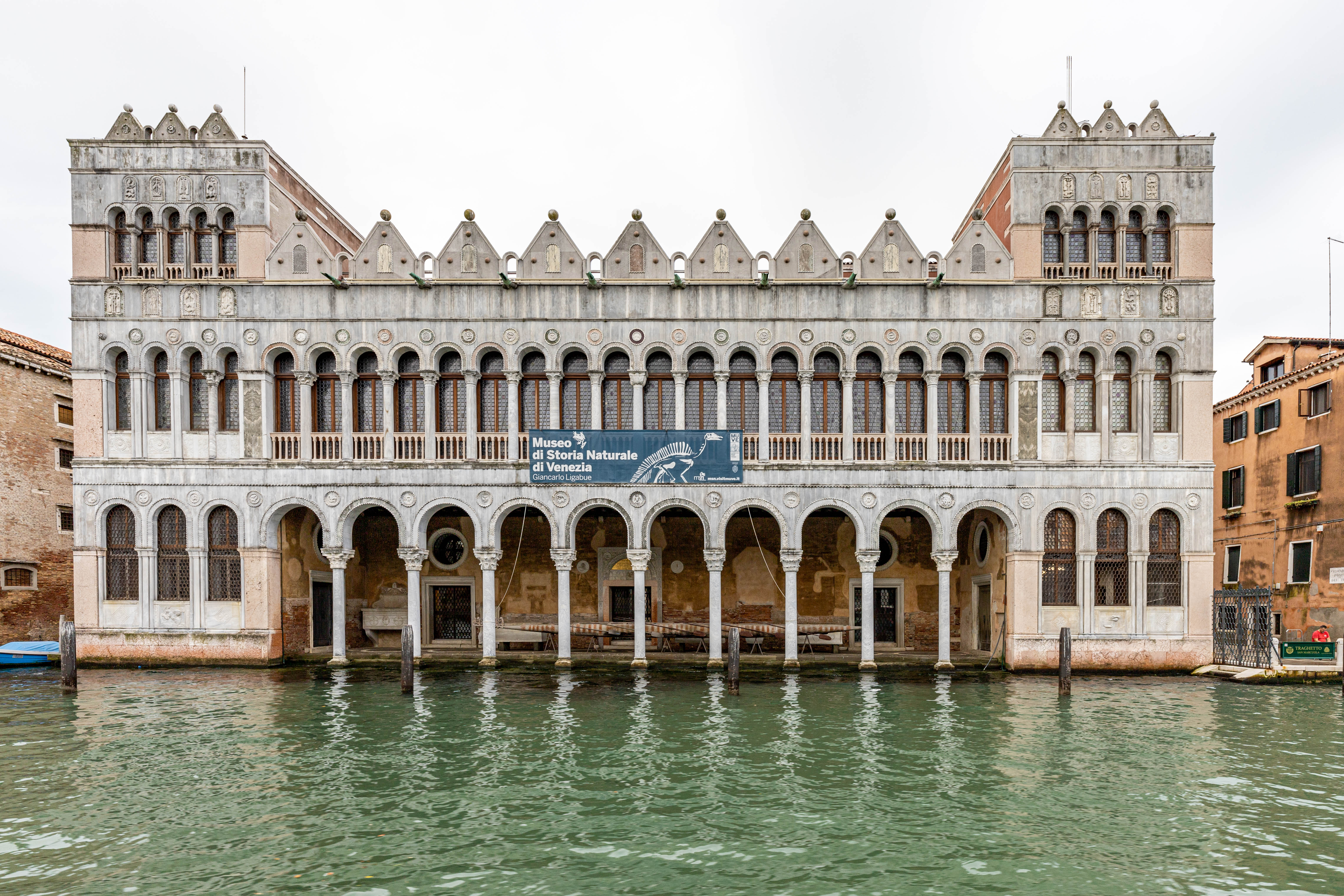
Der Fontego dei Turchi, in dem sich seit rund einem Jahrhundert das naturgeschichtliche Museum befindet

Das Museo civico di storia naturale di Venezia (Städtisches Museum für Naturgeschichte Venedig) befindet sich im Fontego dei Turchi, einem der ältesten Stadtpaläste an Venedigs Canal Grande. Das Museum geht, genauso wie das Museo Correr am Markusplatz, auf den Sammler Teodoro Correr (Todaro Correr) zurück, der seine gewaltige Sammlung 1836 per Testament öffentlich in seinem eigenen Palast zugänglich machte. Später wurden die naturkundlich-ethnologischen Sammlungsstücke abgetrennt und einem eigenen Museum zugeführt. Seit 1923 ist es ein rein naturkundliches Museum.
Die naturkundlichen Stücke aus Corrers Sammlung, die nur einen Bruchteil seiner Bücher-, Manuskripte-, Kuriositäten- und Kunstsammlung darstellten, wuchsen durch Stiftungen an, die zunächst von Niccolò Contarini (1849), Giovanni Miani (1862), Alessandro Pericle Ninni (ab 1876), Giovanni Zanardini (gegen 1878) und Gian Battista Spinelli (1880) stammten. Bald sprengte die Sammlung den beengten Rahmen des Correr-Palastes, so dass das Haus 1922 in den Fontego dei Turchi, der restauriert und umgebaut worden war, umzog.
1920 wurde die Sammlung endgültig auseinandergerissen, als Corrers historisch-künstlerische Sammlungsstücke in die Prokuratien am Markusplatz, in das Museo Correr verpflanzt wurden, während die naturkundlich-ethnologischen Stücke im Fontego dei Turchi verblieben. Seit 1923 ist das Gebäude aus dem 12. Jahrhundert die Heimstatt des Naturhistorischen Museums.

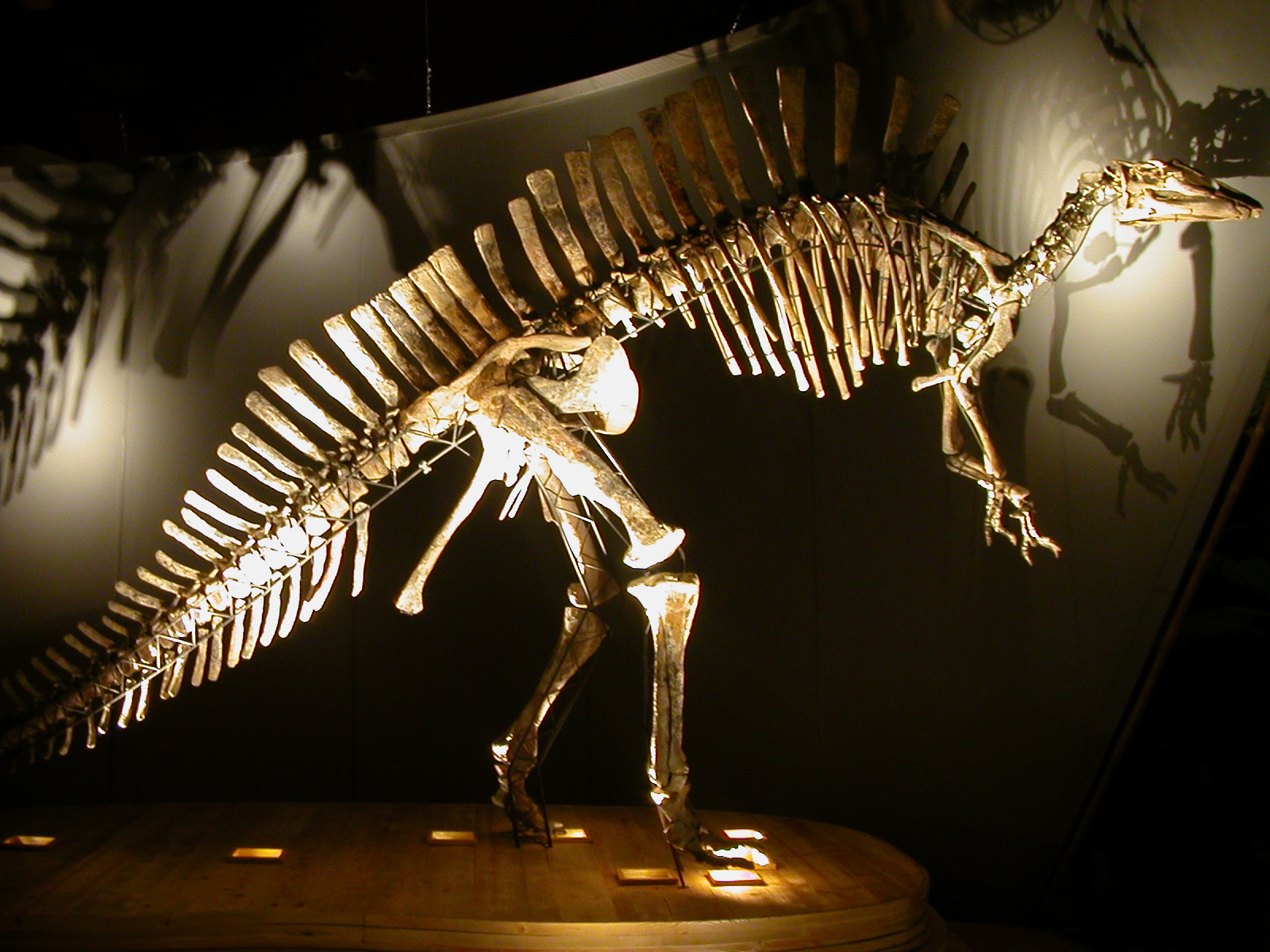
Der aus Niger stammende Ouranosaurus nigeriensis

Das Haus bewahrt seit 1975 einen Ouranosaurus nigeriensis (MSNVE 3714), der von der Fundstätte Gadoufaoua in Niger stammt. Dieser blieb zwar eine Attraktion im Rahmen der Ausstellungen, wurde jedoch nie untersucht. Erst seit 2014 wird dies nachgeholt.